# 15. Königlich Bayerische Reserve-Infanterie-Brigade
Die 15. Reserve-Infanterie-Brigade war ein Großverband der Bayerischen Armee.

## Geschichte
Die Brigade wurde Ende Dezember 1914 bei der Errichtung der 8. Reserve-Division aufgestellt. Sie wurde mit dieser während des Ersten Weltkriegs zunächst im Westen verwendet, dann an die rumänische Front verlegt und im Oktober 1916 von der 8. Reserve-Division abgetrennt. 1918 stand die Brigade in der Ukraine, allerdings ohne bayerische Truppenteile.

## Gliederung vom 26. Dezember 1914
- Reserve-Infanterie-Regiment 18
- Reserve-Infanterie-Regiment 19

## Kommandeure
| Dienstgrad                   | Name                   | Datum                                  |
| ---------------------------- | ---------------------- | -------------------------------------- |
| Generalmajor                 | Friedrich von Pechmann | 26. Dezember 1914 bis 18. Februar 1917 |
| Generalmajor/Generalleutnant | Franz Samhaber         | 19. Februar 1917 bis 17. Juni 1918     |
| Generalmajor                 | August Großmann        | 18. Juni bis 7. August 1918            |
| Oberst                       | Ernst Beyerlein        | 8. August 1918 bis Kriegsende          |